# The Survival of Kindness
The Survival of Kindness (Alternativtitel: Das Überleben der Freundlichkeit, beziehungsweise The Mountain) ist ein australischer Spielfilm von Rolf de Heer aus dem Jahr 2022. Der Film feierte im Oktober 2022 im Rahmen des Filmfestivals von Adelaide seine Premiere.

## Handlung

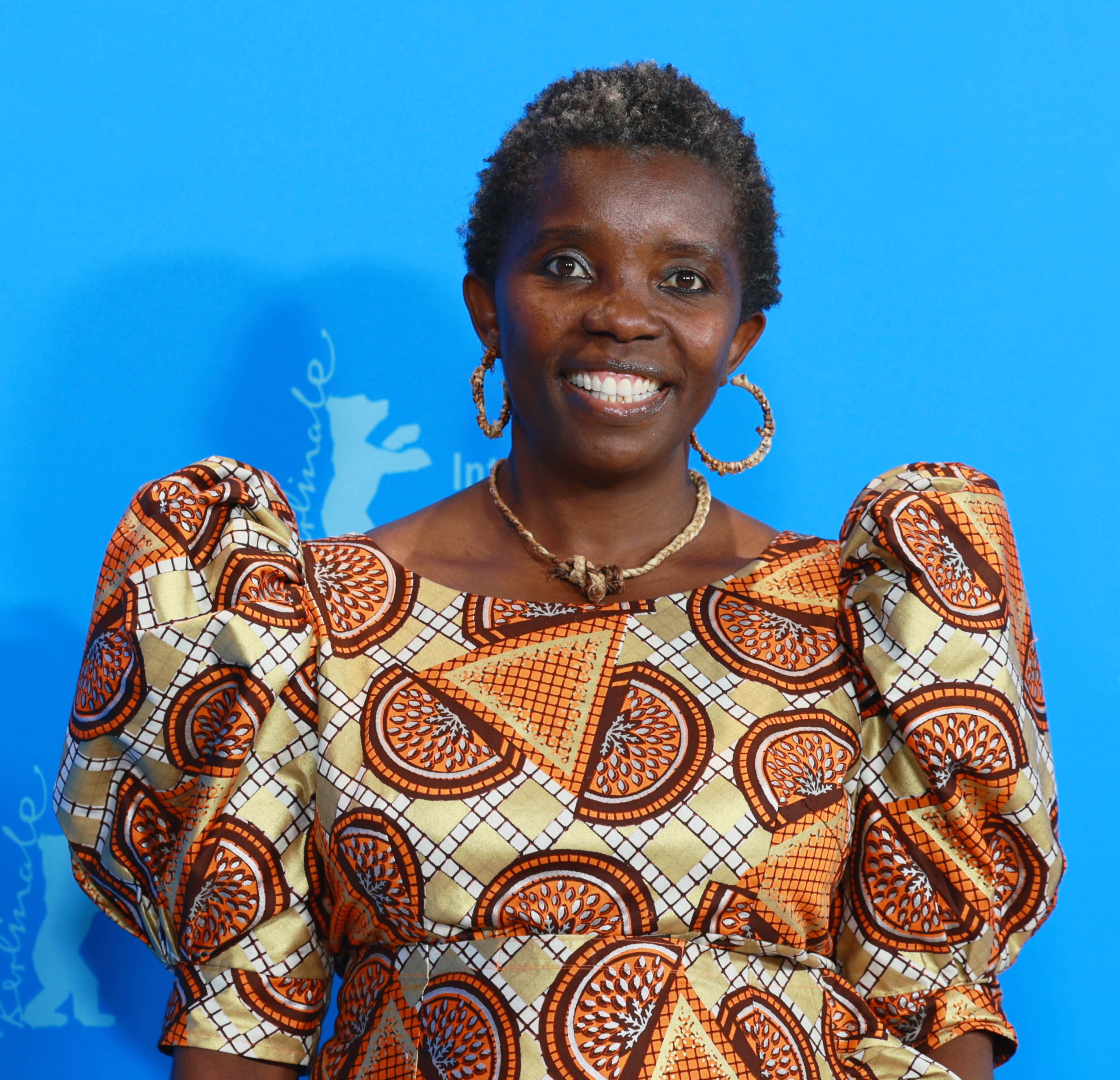
Hauptdarstellerin Mwajemi Hussein, Berlinale 2023

In einem Käfig auf einem Wagen in der Wüste wird „BlackWoman“ ausgesetzt und dem Tod überlassen. Aber die Frau ist nicht bereit zu sterben. Scheinbar ziellos reist sie durch Zeiten von Pest und Verfolgung. Sie durchquert die Wüste, besteigt Berge und erreicht eine Stadt. „BlackWoman“ empfindet die Stadt aber als noch unsicherer als die Wüste. Als sie erneut gefangen wird, muss sie anscheinend einen neuen Fluchtweg finden.

## Veröffentlichung
Die Uraufführung des Films erfolgte am 23. Oktober 2022 im Rahmen des Filmfestivals von Adelaide. Eine internationale Premiere fand am 17. Februar 2023 im Rahmen der Internationalen Filmfestspiele Berlin statt.

## Auszeichnungen
The Survival of Kindness erhielt eine Einladung in den Wettbewerb um den Goldenen Bären, den Hauptpreis der Berlinale. Zudem wurde der Film für den Amnesty International Filmpreis nominiert.